# Heteroconis kaitensis
Heteroconis kaitensis är en insektsart som beskrevs av Tim R. New 1990. Heteroconis kaitensis ingår i släktet Heteroconis och familjen vaxsländor. Inga underarter finns listade i Catalogue of Life.